# Seconda Armata d'India (Cabral, 1500)
La Seconda Armata d'India (pt 2.ª Armada da Índia) fu allestita nel 1500 per ordine del re Manuele I del Portogallo e posta sotto il comando di D. Pedro Álvares Cabral. La spedizione è notoriamente accreditata come la scopritrice del Brasile ma, in generale, ha fallito la sua missione diplomatica in India ed ha anzi provocato le ostilità tra il Regno del Portogallo e la città-stato di Calicut (odierna Kozikhode) allora dominante sulla costa del Malabar. Cabral riuscì a stabilire una feitoria nel vicino Regno di Cochin, la prima feitoria portoghese in Asia.

## Antefatto
Fu Giovanni II del Portogallo (regno 1481-1495) ad iniziare a premere per l'identificazione e la messa in atto d'una rotta marittima che collegasse direttamente l'Europa con l'Asia, più precisamente l'India, passando per il Capo di Buona Speranza. La motivazione era duplice: da una parte, garantirsi una fornitura di spezie a costi meno sostenuti, dall'altra assicurare al Regno del Portogallo un nuovo monopolio sul commercio delle spezie. La mossa sarebbe stata il degno coronamento dei decenni di esplorazioni marittime e investimenti nella marineria che la Corona portoghese, dai tempi di Enrico il Navigatore (1394-1460), aveva promosso gettando le basi dell'Impero portoghese. Pur se osteggiato dalla nobiltà che si contentava di lucrare sul commercio con l'Africa, il progetto venne portato avanti dal successore di Giovanni, Manuele I del Portogallo (regno 1495-1521), che alla fine inviò Vasco da Gama in India nel 1497.
La Prima Armata d'India (Gama, 1497) rientrò in Portogallo nell'estate del 1499 in condizioni piuttosto misere: metà delle navi e degli uomini erano andati perduti a causa di battaglie, malattie e tempeste. Sebbene Gama fosse tornato con un pesante carico di spezie che sarebbe stato venduto con enormi profitti, aveva fallito nell'obiettivo principale della sua missione: negoziare un trattato con Calicut, l'emporio delle spezie sulla costa indiana del Malabar. Gama aveva tuttavia aperto la rotta marittima verso l'India passante per il Capo di Buona Speranza e s'era assicurato buoni rapporti con la città-stato africana di Malindi, una tappa fondamentale lungo la strada per il Subcontinente. Su ordine del Re Manuele, furono immediatamente presi accordi per allestire una seconda flotta.

## La flotta

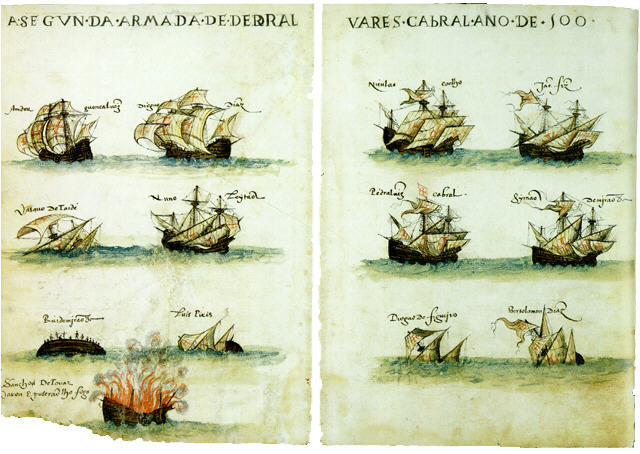
La Seconda Armata d'India - ill. (c. 15..) in Livro de Lisuarte de Abreu.

La nuova Armada fu allestita a Cascais. Determinato a non ripetere gli errori di Gama, Manuele I pretese una grande e ben armata flotta di 13 navi e 1500 uomini, carica di doni preziosi e lettere diplomatiche per accattivarsi i potentati indiani. Mancano però molti dettagli sulla composizione della flotta. Sono noti solo tre nomi di navi e c'è qualche conflitto tra le fonti sui capitani.
Il seguente elenco non dovrebbe essere considerato autorevole in quanto provvisorio e compilato incrociando i dati dei vari resoconti, alcuni contrastanti.
Questo elenco di capitani si basa principalmente su: Historia di Fernão Lopes de Castanheda, Décadas di João de Barros, Chronica di Damião de Góis, una glossa marginale del Relaçao das Naos, la lista di Diogo do Couto, e Asia Portugueza di Manuel de Faria e Sousa. Le più grandi discrepanze si rilevano confrontando con la Lendas da Índia di Gaspar Correia che omette Pêro de Ataíde e Aires Gomes da Silva, elencando invece Braz Matoso e Pedro de Figueiró, e introduce André Gonçalves oltre a Lemos. Correia identifica anche Simão de Miranda come vice-ammiraglio e capitano della nave ammiraglia di Cabral. Le fonti ascrivibili ai due testimoni oculari (un anonimo pilota portoghese e Pêro Vaz de Caminha) non elencano i capitani.

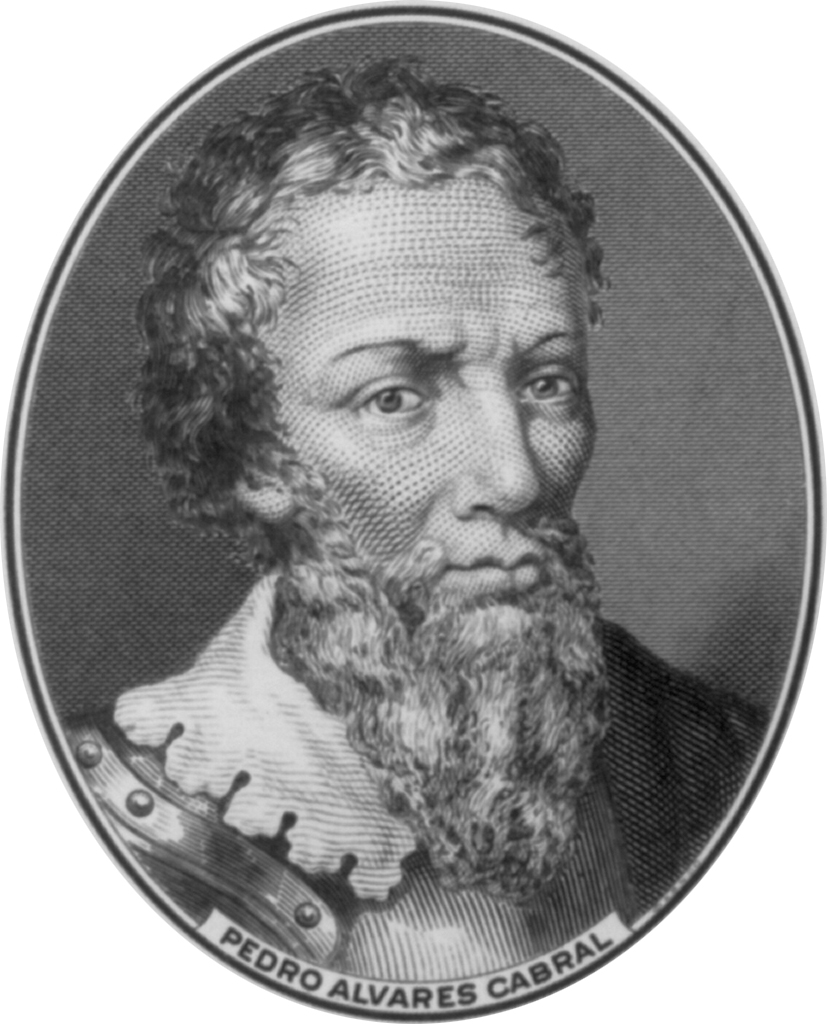
Pedro Álvares Cabral.

Ammiraglio (capitão-mor, lett. "capitano maggiore") della Seconda Armata fu nominato il nobile portoghese Pedro Álvares Cabral. Cabral non aveva una notevole esperienza navale o militare e la sua nomina fu dettata da motivazioni politiche, essendo egli un maestro dell'Ordine del Cristo (erede dell'Ordine dei Templari) che, dai tempo di Enrico il Navigatore, s'era legato a doppio filo con la Corona nel complesso e lucroso processo che fece del Portogallo una delle nazioni preponderanti nella c.d. "Età delle scoperte".
Per ovviare alla scarsa esperienza di Cabral, lo si circondò d'alti ufficiali più che capaci. Anzitutto, il nobile castigliano in esilio Sancho de Tovar fu designato vice-ammiraglio (soto-capitão) e successore di Cabral se gli fosse successo qualcosa. Il pilota veterano Pêro Escobar ricevette il comando tecnico generale della spedizione. Altri veterani della prima armata includevano il capitano Nicolau Coelho, il pilota Pêro de Alenquer e i segretari (escrivão) Afonso Lopes e João de Sá. Il famoso navigatore Bartolomeo Diaz, il primo a doppiare il Capo di Buona Speranza, e suo fratello Diogo Dias, già escrivão sulla nave di Gama, servirono parimenti come capitani.
La maggior parte delle navi erano nau o caravelle e almeno una era una piccola nave da rifornimento, anche se mancano dettagli su nomi e stazza. Si dice che almeno due navi, l'ammiraglia di Cabral e la El Rei di Tovar, fossero di circa 240 tonnellate, cioè circa il doppio della dimensione della nave più grande della spedizione indica di tre anni prima.
Dieci navi erano destinate a Calicut (Malabar, India), mentre le navi dei fratelli Diaz erano destinate a Sofala (Africa orientale) e la nave di rifornimento era destinata ad essere affondata e bruciata lungo il percorso.
Almeno due navi erano di proprietà privata: la nave di Luís Pires era di proprietà di Diogo da Silva e Meneses, conte di Portalegre, mentre l'Anunciada di Nuno Leitão da Cunha era di proprietà del cugino del re, D. Alvaro di Braganza, e finanziata da un consorzio italiano composta dai banchieri fiorentini Bartolomeo Marchionni e Girolamo Sernigi e dal genovese Antonio Salvago. Il resto apparteneva alla Corona portoghese.
Ad accompagnare la spedizione come interprete e consigliere geo-politico c'era Gaspar da Gama, un ebreo catturato ad Angediva da Vasco da Gama, così come quattro ostaggi indù di Calicut presi da Gama nel 1498 durante i negoziati. A bordo c'era anche l'ambasciatore del Sultano di Malindi, giunto in Portogallo con Gama, destinato a tornare a Malindi con Cabral. Altri passeggeri della spedizione includevano Aires Correia, il fattore designato per Calicut, il suo segretario Pêro Vaz de Caminha, Afonso Furtado, il fattore designato per Sofala, e l'impiegato Martinho Neto. Ad accompagnarli durante il viaggio c'era il medico reale e astronomo dilettante, Maestro João Faras, che portò con sé l'ultimo astrolabio e nuovi pentagrammi astronomici arabi per esperimenti di navigazione. Un cronista suggerisce che anche il cavaliere Duarte Pacheco Pereira fosse a bordo. La flotta trasportava una ventina di degredados portoghesi, detenuti criminali che potevano adempiere alle loro condanne venendo abbandonati lungo le rive di vari luoghi per l'esplorare l'entroterra per conto della Corona. Ne sono noti quattro: Afonso Ribeiro, João Machado, Luiz de Moura e Antonio Fernandes (un ex-carpentiere navale). Infine, la flotta trasportava otto frati francescani e otto cappellani, sotto la supervisione del cappellano capo, p. Henrique Soares di Coimbra. Furono i primi missionari cristiani portoghesi in India.
Ci sono tre testimonianze oculari sopravvissute di questa spedizione: (i) una lunga lettera di Pêro Vaz de Caminha, probabilmente dettata da Aires Correia, scritta dal Brasile il 1º maggio 1500, al re Manuele I; (ii) la breve lettera di Maestro João Faras al re, anche lui dal Brasile; e (iii) il resoconto di un anonimo pilota portoghese, pubblicato per la prima volta in italiano nel 1507, comunemente denominato Relação do Piloto Anônimo, talvolta ritenuto l'impiegato João de Sá.

## La missione
La priorità della missione era assicurare un trattato con lo Zamorin di Calicut, il principale porto di spezie del Kerala e città-stato dominante sulla costa del Malabar. Gama aveva visitato Calicut nel 1498 ma non era riuscito a impressionare l'anziano Zamorin Manivikraman Raja ("Samoothiri Raja") e nessun accordo era stato firmato. Le istruzioni di Cabral erano di riuscire dove Gama aveva fallito, e per questo gli furono affidati magnifici doni da presentare allo Zamorin. Cabral aveva l'ordine di stabilire una feitoria (agenzia commerciale) a Calicut ed affidarla a Aires Correia.
L'altra priorità, assegnata ai fratelli Diaz, era trovare il porto dell'Africa orientale di Sofala, vicino alla foce del fiume Zambesi. Segretamente visitata e descritta dall'esploratore Pêro da Covilhã durante la sua spedizione terrestre un decennio prima (1487 circa), Sofala era stata identificata come il punto finale di smercio dell'oro del Monomatapa, fonte alla quale la Corona era ansiosa d'attingere ma che Gama non era riuscito a trovare. I Diaz furono incaricati di trovare Sofala e stabilirvi una feitoria per il fattore designato Afonso Furtado. A tal fine, i Diaz furono probabilmente anche incaricati di ottenere il consenso di Kilwa (Quíloa), la città-stato swahili dominante della costa dell'Africa orientale e presunta padrona di Sofala.
Un obiettivo minore era lo sbarco in India dei missionari francescani di p. Henrique Soares di Coimbra. Pare che Vasco da Gama avesse mal interpretato l'induismo come una forma primitiva di cristianesimo divenuto peculiare causa la mancanza di contatti con l'Europa cristiana. Gama raccomandò pertanto l'invio di missionari nel Subcontinente per aggiornare le pratiche della "chiesa indù" all'ortodossia cattolica romana.
Come obiettivo finale, la Seconda Armata era pur sempre una spedizione commerciale per le spezie. La Corona e gli armatori privati s'aspettavano pertanto che stive piene di spezie tornassero a Lisbona.

### Sospetta missione brasiliana
C'è stato qualche dibattito sul fatto che Cabral avesse anche istruzioni segrete dal re di rivendicare la massa continentale del Brasile, o, più precisamente, di spingersi il più a ovest possibile sulla c.d. "linea di Tordesillas" e rivendicare qualunque terra o isola potesse essere scoperta lì per la Corona prima che lo facessero gli spagnoli. Tra le testimonianze vi è l'indicazione di un'isola della zona in una mappa del 1448 di Andrea Bianco, a cui pare si alludesse nella lettera del maestro João Faras; c'è anche un riferimento di Duarte Pacheco Pereira nel suo Esmeraldo de Situ Orbis d'esser stato inviato in una spedizione in una massa continentale occidentale nel 1498. Si tratta comunque, ad oggi, di speculazioni e vi sono vari motivi per ritenere improbabile l'esistenza di tali istruzioni.
Gli esploratori spagnoli si erano certamente già diretti a sud, in quel momento. Cristoforo Colombo aveva toccato la costa del continente sudamericano intorno alla Guyana nel 1498 durante il suo terzo viaggio. Alla fine del 1499, Alonso de Ojeda aveva scoperto gran parte della costa venezuelana e all'inizio del 1500, Vicente Yáñez Pinzón e Diego de Lepe, dalle isole Canarie, avevano raggiunto l'attuale Ceará e forse si erano spinti fino a Capo di Santo Agostinho, nel Pernambuco, esplorando gran parte della costa settentrionale del Brasile a ovest di lì. È plausibile si trattasse di deliberate spinte meridionali volte a garantire maggiori domini coloniali alla Corona di Spagna. Queste spedizioni, tuttavia, erano troppo recenti perché i loro risultati fossero conosciuti a Lisbona prima della partenza di Cabral nel marzo 1500, di fatto erano ignorate nelle stessa Spagna. È dubbio che i portoghesi ne fossero a conoscenza e anche se lo fossero stati sembra esagerato che Cabral sia stato espressamente dirottato così ad ovest, avendo quale destinazione finale l'India. Inoltre, tale missione esplorativa sarebbe stata molto meglio condotta da una spedizione equipaggiata all'uopo.

## Il viaggio di andata

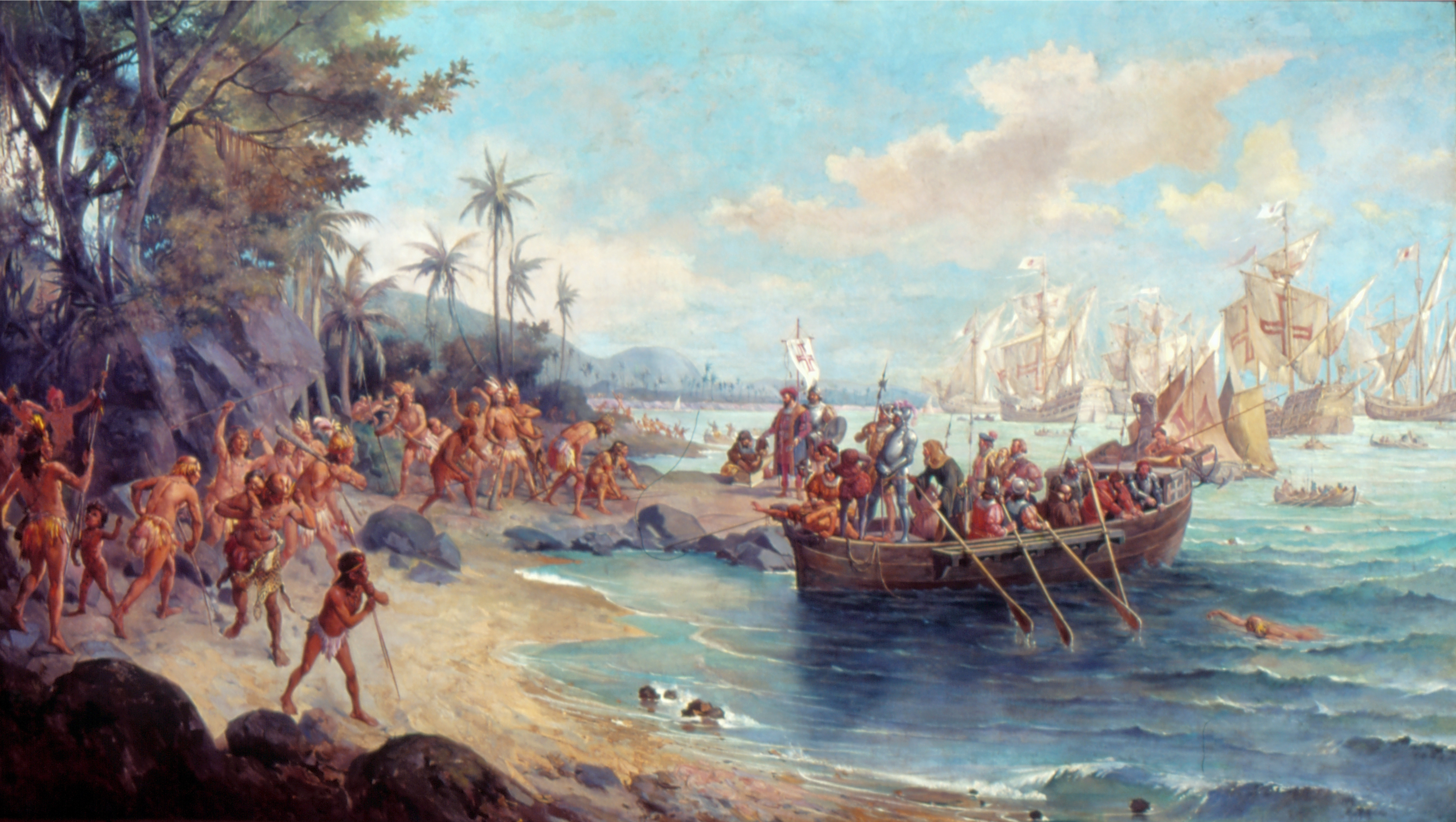
Lo sbarco in Brasile della Seconda Armata d'India - dipinto da Oscar Pereira da Silva.

9 marzo 1500 - la Seconda Armata d'India lascia la foce del Tago.
22 marzo 1500 - Cabral raggiunse l'isola di São Nicolau (Capo Verde) nel bel mezzo d'una tempesta. La nave privata di Luís Pires, troppo danneggiata dalla tempesta per continuare, torna a Lisbona.
Da Capo Verde, Cabral punta a sud-ovest. Non si sa perché abbia scelto una direzione così insolita ma l'ipotesi più probabile è che stesse semplicemente seguendo l'ampio arco dell'Atlantico meridionale per prendere un vento favorevole che li portasse al Capo di Buona Speranza. La rotta, da Capo Verde, porta le navi ad attraversare la stasi al di sotto dell'equatore, catturare la deriva della Corrente Equatoriale Sud in direzione sud-ovest e virare nella Corrente del Brasile in direzione sud fino alla c.d. "latitudini dei cavalli" (30°S) ove iniziano i c.d. "Venti occidentali" che portano facilmente le navi attraverso l'Atlantico meridionale fino al Capo. Se invece di quest'arco Cabral avesse puntato a sud-est di Capo Verde, attraverso il Golfo di Guinea, avrebbe avuto vita dura sino al Capo, dovendo lottare contro gli alisei di sud-est e la Corrente del Benguela.
Come Cabral sapesse di questa rotta è oggi ignoto. Molto probabilmente, fu la medesima seguita da Gama nel 1497 i cui piloti Alenquer ed Escobar, parte della nuova spedizione, potevano ripercorrere. Negli archivi di Lisbona esiste infatti un documento destinato a Cabral che gli ordina di puntare a sud-ovest una volta raggiunta la stasi.

Le ipotesi alternative sono che Cabral stesse cercando di raggiungere le Azzorre per riparare la sua flotta colpita dalla tempesta, che stesse cercando e rastrellando navi disperse dalla medesima tempesta o che fosse un tentativo intenzionale di scoprire se c'era terra oltre la linea di Tordesillas.

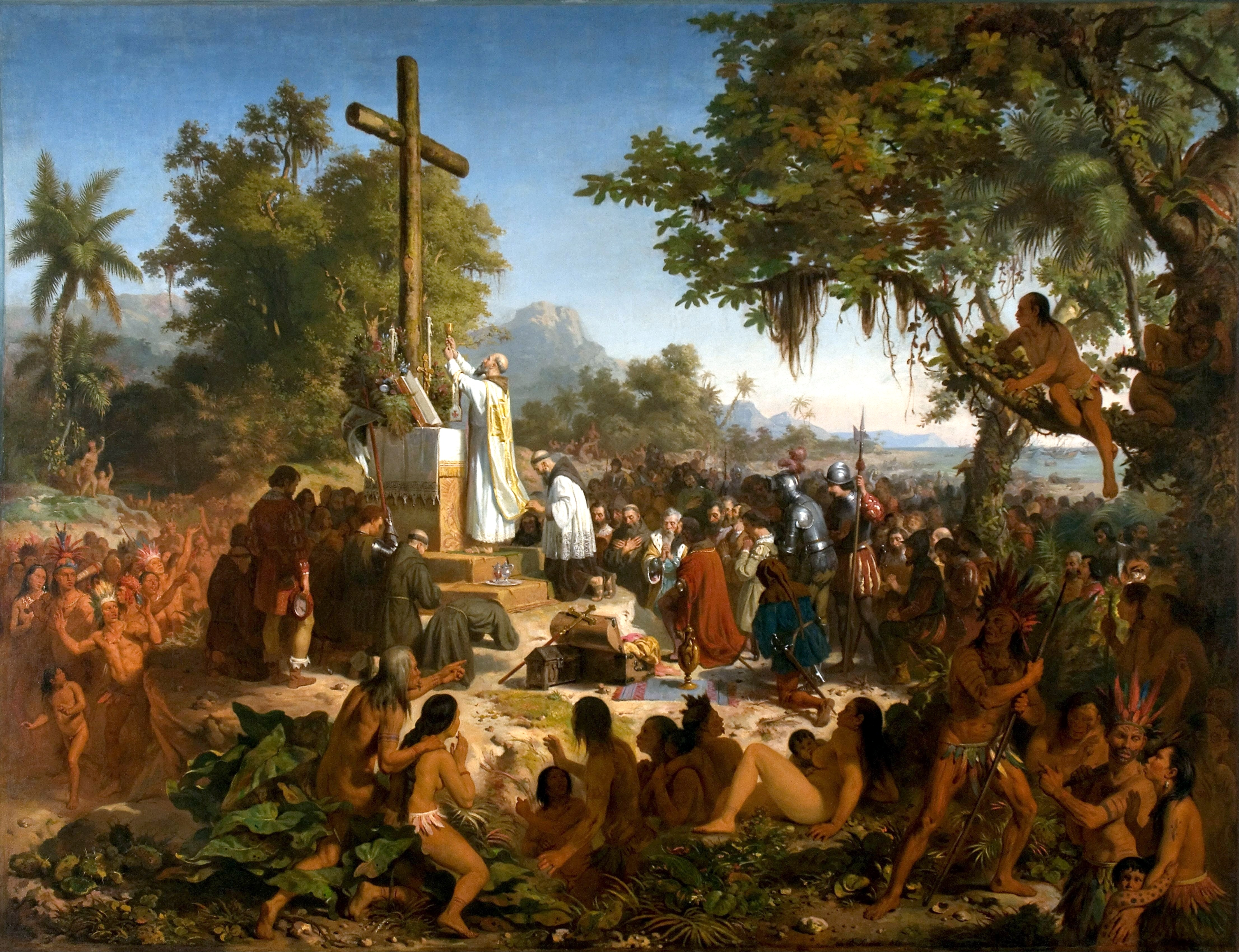
La prima messa in Brasile - Victor Meirelles (1861)

### Scoperta del Brasile
Cabral seguì la rotta di Gama ma descrivendo un arco leggermente più ampio, tale da raggiungere, ad ovest, la massa continentale allora sconosciuta del Brasile.
21 aprile 1500 - dopo quasi 30 giorni di navigazione (44 dalla partenza) la flotta di Cabral trova le prime indicazioni di terra vicina. Il giorno dopo (22 aprile), l'Armada avvistò la costa brasiliana: nello specifico, i contorni della collina poi chiamata Monte Pascoal.
23 aprile - l'Armada si ancora alla foce del fiume Frade e un gruppo di indiani Tupiniquim si raduna sulla spiaggia. Cabral invia verso terra un drappello al comando di Nicolau Coelho per stabilire un primo contatto. Coelho lanciò il cappello in cambio d'un copricapo piumato ma la risacca era troppo forte per uno sbarco agevole e così ritornò alle navi.

I forti venti notturni spinsero la flotta a navigare per circa 10 leghe (45 km) a nord, trovando riparo dietro la barriera corallina nella baia di Cabrália, appena a nord di Porto Seguro. Il pilota Afonso Lopes, mentre scandagliava in una barca a remi, individuò una canoa indigena, catturò i due indiani a bordo e li riportò sulla nave. La mancanza d'un interprete impedì lo scambio d'informazioni ma gli indigeni furono ben trattati: nutriti e gratificati di stoffa e perline. La differenza culturale era evidente: gli indigeni sputarono miele e torta e furono profondamente sorpresi nel vedere un pollo.

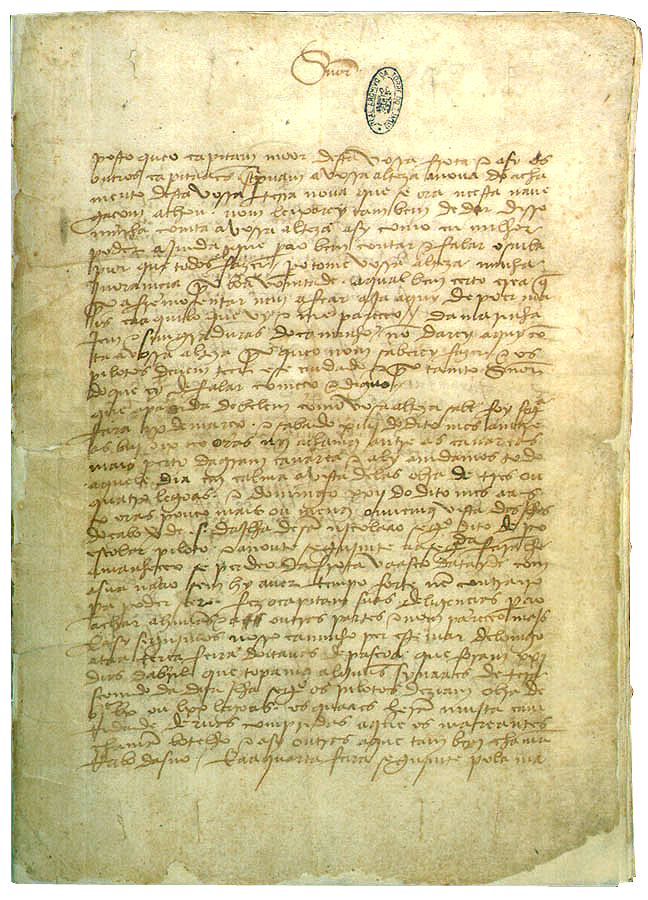
Facsimile della lettera al re di Pêro Vaz de Caminha, che riporta la scoperta dell'"Isola della Vera Croce" (Brasile)

25 aprile 1500 - un gruppo guidato da Coelho e Bartolomeo Diaz sbarca accompagnato dai due indigeni. I Tupiniquim si radunano armati ma convinti dai due ospiti dei portoghesi permettono lo sbarco e la raccolta d'acqua.
26 aprile 1500 (ottava domenica di Pasqua) - il frate francescano Henrique Soares di Coimbra è a terra e celebra la messa davanti a 200 Tupiniquim. La prima messa cristiana conosciuta sul continente americano.
L'interazione tra portoghesi e Tupiniquim aumenta gradualmente durante la settimana. Chiodi di ferro, stoffa, perline e crocifissi europei vengono scambiati con amuleti, lance, pappagalli e scimmie americani. C'era solo il minimo indizio che si potessero trovare metalli preziosi nell'entroterra. I degredados portoghesi vengono assegnati a trascorrere la notte nei villaggi di Tupiniquim, mentre il resto dell'equipaggio dorme a bordo delle navi.
1º maggio 1500 - Cabral fa i preparativi per riprendere il viaggio in India. I piloti portoghesi, assistiti da Maestro João Faras, determinarono che il Brasile si trovava ad est della linea di Tordesillas, spingendo Cabral a rivendicarlo formalmente per la corona portoghese, dandogli il nome di Ilha de Vera Cruz (it. "Isola della Vera Croce"). Fu ribattezzata Terra de Santa Cruz (it. "Terra della Santa Croce") una volta realizzato che non era un'isola.
2 maggio 1500 - Cabral rispedisce la nave rifornimento a Lisbona con gli oggetti brasiliani e una lettera a Re Manuele I del segretario Pêro Vaz de Caminha per annunciare la scoperta. Portava anche una lettera privata al re di Faras in cui identificava la principale costellazione guida nell'emisfero australe, la Croce del Sud (Cruzeiro). La nave arrivò a Lisbona in giugno. In Brasile, nel frattempo, dopo aver lasciato un paio di degredados con i Tupiniquim di Porto Seguro, Cabral ordina alle undici navi rimanenti di salpare alla volta dell'India.

### Verso l'India
Fine maggio 1500 - dopo aver attraversato l'Oceano Atlantico, l'armata di Cabral raggiunse il Capo di Buona Speranza. La flotta ha affrontato venti impetuosi per sei giorni consecutivi e quattro navi - Bartolomeo Diaz, Aires Gomes da Silva, Simão de Pina e Vasco de Ataíde - sono perse in mare. La flotta s'è ridotta a sette navi. Di fronte a forti venti, l'armata si divise in gruppi più piccoli per incontrarsi di nuovo di là dal Capo. Cabral muove affiancato da altre due navi.
16 giugno 1500 - lo squadrone di tre navi di Cabral raggiunse le Isole Primeiras diverse leghe a nord di Sofala. Due navi mercantili locali, avvistandoli, fuggono. Cabral le insegue: una si arena e l'altra viene catturata. Dopo un interrogatorio, si scoprì che queste navi erano di proprietà di un cugino del sultano Fateima di Malindi che aveva ricevuto Vasco da Gama nel 1498, quindi furono liberate.
22 giugno 1500 - Cabral sbarca a Mozambico. Nonostante l'incidente di pochi giorni prima, l'ammiraglio riceve un'accoglienza calorosa dal Sultano del Mozambico e gli viene permesso di raccogliere acqua e rifornimenti. Poco dopo, altre tre navi dell'Armada raggiungono l'isola. Manca solo la nave di Diogo Dias. Poiché la missione di Dias era comunque per Sofala, Cabral decise di non aspettarla e invece proseguì con una flotta ridotta a sei navi.
26 luglio 1500 - Cabral raggiunge Kilwa, città-stato dominante della costa orientale dell'Africa che Gama non aveva visitato. Afonso Furtado, fattore per Sofala scampato alla morte perché trasferitosi sull'Ammiraglia dalla nave di Bartolomeo Diaz poco prima della traversata del Capo, scende a terra per aprire negoziati con il sovrano, l'emiro Ibrahim, che aveva da poco (c. 1495) usurpato il trono del sultano al-Fudail e regnava per conto di un presunto erede. Fu organizzato un incontro tra Cabral e Ibrahim, condotto su un paio di barche a remi nel porto. Cabral presenta una lettera del re Manuele I che propone un trattato ma Ibrahim, sospettoso, non si scopre. Cabral, intuendo la resistenza dell'emiro e preoccupandosi di perdere i venti monsonici per l'India, interruppe i negoziati e salpò.
2 agosto 1500 - Evitata l'ostile Mombasa (Mombaça), Cabral raggiunge l'alleata Malindi (Melinde) ove è ben accolto dal sultano e lascia l'ambasciatore che Gama aveva preso l'anno precedente.
7 agosto 1500 - Lasciandosi alle spalle due degredados, Luís de Moura e João Machado, e raccogliendo due piloti gujarati, l'armata di sei navi di Cabral inizia finalmente la sua traversata nell'Oceano Indiano.

## Cabral in India
22 agosto 1500 - Dopo una tranquilla traversata oceanica, le sei navi di Cabral sbarcarono sull'isola di Angediva ove riposarono, ripararono e ridipinsero le navi.
13 settembre 1500 - Dopo aver navigato lungo la costa indiana, Cabral raggiunge Calicut. Barche indigene allegramente decorate uscirono dal porto per salutare i portoghesi ma memore dell'esperienza di Gama, Cabral rifiutò di scendere a terra fino a quando non furono scambiati gli ostaggi. Inviò Afonso Furtado e i quattro ostaggi di Calicut presi da Gama l'anno precedente per negoziare lo sbarco. Chiuso il negoziato, Cabral scese a terra e incontrò il nuovo Zamorin di Calicut, presentandogli doni molto più belli e lussuosi di quelli che Gama aveva portato e lettere più rispettose a firma del Re Manuele I del Portogallo. Un trattato commerciale fu negoziato con successo e lo Zamorin diede a Cabral un certificato di sicurezza commerciale inciso su un piatto d'argento. Ai portoghesi fu permesso di stabilire una feitoria a Calicut. Aires Correia sbarcò con circa 70 uomini. Una volta che la feitoria fu installata, Cabral rilasciò gli ostaggi della nave in segno di fiducia e Correia iniziò a comprare spezie nei mercati cittadini per il carico dell'Armada.
Ottobre - lo Zamorin inviò una richiesta d'assistenza alla flotta di Cabral. I mercanti arabi alleati della rivale città-stato di Kochi ('Cochin'; 'Perumpadappu Swarupam') stavano tornando da Ceylon con un carico di elefanti da guerra destinati al Sultano di Cambay. Affermando trattarsi di contrabbando illegale, lo Zamorin chiese a Cabral d'intercettarli e l'ammiraglio inviò una delle sue caravelle sotto Pêro de Ataíde. Sperando in uno spettacolo, lo stesso Zamorin scese sul lungomare per assistere allo scontro ma se ne andò disgustato quando la nave araba superò Ataide che l'inseguì raggiungendola solo a Cannanore. Catturata la nave con il suo carico d'elefanti quasi intatto, Cabral la donò allo Zamorin.

### Il massacro di Calicut
Dicembre 1500 - il fattore Aires Correia aveva acquistato spezie sufficienti a caricare solo due navi. Si lamentò con Cabral dei suoi sospetti che la corporazione dei mercanti arabi di Calicut fosse stata collusa per escludere gli agenti portoghesi dai mercati delle spezie cittadini. Correia aveva saputo d'una mossa simile operata contro i mercanti cinesi all'inizio del XV secolo per escluderli dai porti del Malabar e la riteneva plausibilmente applicata ai lusitani che, oltre tutto, erano stati chiari nel manifestare il loro odio per i "Mori" ed avevano chiesto privilegi e preferenze commerciali. Cabral presentò i sospetti di Correia allo Zamorin e gli chiese di reprimere la corporazione mercantile araba o d'imporre la priorità portoghese nei mercati delle spezie ma lo Zamorin respinse la richiesta.
17 dicembre 1500 - frustrato dall'inerzia dello Zamorin, Cabral, su consiglio di Correia, sequestra una nave mercantile araba proveniente da Gedda, già carica di spezie, affermando che lo Zamorin gli ha promesso la priorità commerciale e che quindi quel carico era suo di diritto. Infuriati, i mercanti arabi sulla banchina sollevarono una rivolta e indirizzarono le folle contro la feitoria. Le navi portoghesi, ancorate nel porto e impossibilitate ad avvicinarsi alle banchine, poterono solo assistere allo svolgersi del massacro: dopo tre ore di combattimenti, 53 portoghesi (anche se alcune fonti dicono 70) furono massacrati dalla folla, tra cui il fattore Aires Correia, il segretario Caminha e tre (alcuni dicono cinque) dei frati francescani. Una ventina di portoghesi si salvarono tuffandosi in acqua e nuotando fino alle navi. Riferirono a Cabral che le guardie dello Zamorin erano state viste stare in disparte o aiutare attivamente i rivoltosi. Uno dei superstiti, tale Gonçalo Peixoto, scampò al linciaggio grazie ad un mercante locale che le cronache chiamano "Coja Bequij". Dopo il massacro di Calicut, le merci della feitoria furono sequestrate dalle autorità di Calicut.

### Guerra con Calicut
Infuriato per l'attacco alla fabbrica, Cabral attese un giorno la riparazione da parte dello Zamorin. Quando questo non arrivò, Cabral e i portoghesi sequestrarono una decina di navi mercantili arabe allora in porto tra il 18 e il 22 dicembre: confiscarono il carico, uccisero gli equipaggi e bruciarono le loro navi. Quindi, accusando lo Zamorin d'aver autorizzato la rivolta, Cabral ordinò un bombardamento contro Calicut per l'intera giornata, causando danni immensi alla città non fortificata. Le stime delle vittime arrivano fino a 600 persone. Cabral procedette a bombardare anche il vicino porto di Pandarane, di proprietà dello Zamorin.
Fu l'inizio della guerra tra il Portogallo e Calicut che si sarebbe trascinata per il decennio successivo, divenendo un importante obiettivo strategico delle future Armada, dettando la strategia portoghese nell'Oceano Indiano e ribaltando l'ordine politico del Malabar.

### L'alleanza con Kochi

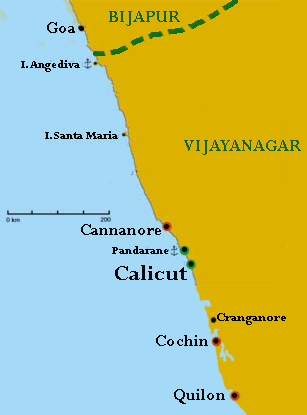
Costa del Malabar (India) c. 1500.

24 dicembre 1500 - Cabral lascia una Calicut in rovina e, su suggerimento di Gaspar da Gama, punta a sud lungo la costa verso Kochi, una piccola città-stato Hindu Nair allo sbocco della laguna del Vembanad, nelle Backwaters del Kerala. In parte vassallo e in parte in guerra con il Calicut di Zamorin, Kochi aveva a lungo irritato il dominio del suo vicino più grande e stava cercando un'opportunità per emanciparsi.
Arrivati a Kochi, un emissario portoghese e un cristiano prelevati a Calicut scesero a terra per prendere contatto con il Trimumpara Raja (Unni Goda Varma), il principe indù Nair di Kochi. I portoghesi furono accolti calorosamente, avendo il bombardamento di Calicut cancellato i dissidi per la questione degli elefanti da guerra. Con tutte le cordialità e lo scambio di ostaggi completati rapidamente, lo stesso Cabral scese a terra e negoziò un'alleanza tra il Portogallo e Kochi contro Calicut. Cabral promise di nominare il Trimumpara Raja di Kochi sovrano di Calicut una volta conquistatala.
Viene fondata una feitoria a Kochi, con Gonçalo Gil Barbosa come fattore principale. I mercati delle spezie della piccola Kochi non erano così ben forniti come quelli di Calicut ma il commercio era abbastanza buono per iniziare a caricare le navi. Il soggiorno a Kochi non fu, tuttavia, senza incidenti. Una notte, probabilmente su istigazione di commercianti arabi della città, la feitoria fu incendiata. Il Trimumpara Raja punì però gli incendiari e prese i portoghesi sotto la sua protezione, alloggiandoli nel suo palazzo e incaricando le sue guardie Nair personali di scortarli nei mercati cittadini e proteggere la feitoria da ulteriori incidenti.
Inizio gennaio 1501 - Cabral ricevette missive dai sovrani di Cannanore (Canonor, Kannur o Kolathunad), uno dei rivali di Calicut nel nord, e Quilon (Coulão, Kollam o Venad Swarupam), che era più a sud e un tempo era stata una grande città-stato mercantile cristiana siriana, essendo un negozio di cannella, zenzero e legno tinto. Lodarono le azioni di Cabral contro Calicut e invitarono i portoghesi a commerciare nelle loro città. Non volendo offendere il Trimumpara Raja, Cabral declinò gli inviti, promettendo solo di visitare le città in una data futura.
Mentre era a Kochi, Cabral ricevette un altro invito, questa volta dal vicino regno di Cranganore (Cranganor, Kodungallur), ex-capitale della dinastia Chera del periodo Sangam recentemente piegata da vari disastri naturali. I canali che collegavano Cranganore ai corsi d'acqua furono interrati, aprendo uno sbocco a mare concorrente di Kochi nel XIV secolo. L'ascesa di Kochi era stata principalmente dovuta al re-indirizzamento del traffico commerciale lontano da Cranganore. Tuttavia, i restanti mercanti della città in declino mantennero ancora i loro vecchi collegamenti con le piantagioni di pepe del Kerala. Con la fornitura a Kochi in esaurimento, Cabral accettò l'offerta di caricare a Cranganore.
La visita a Cranganore fu fondamentale per i portoghesi poiché tra gli abitanti della città figuravano comunità consolidate di ebrei malabari e cristiani siriani. L'incontro con una comunità cristiana chiaramente riconoscibile in Kerala ha confermato a Cabral ciò che i frati francescani avevano già sospettato a Calicut, ovvero che la precedente ipotesi di Vasco da Gama su una "Chiesa indù" era errata: se veri cristiani erano esistiti per secoli accanto agli indù in India, allora chiaramente l'induismo era una religione distinta. Gli indù erano "idolatri pagani", come li definivano i frati portoghesi e non aderenti a una forma "primitiva" di cristianesimo. Due sacerdoti siriani cristiani di Cranganore domandarono a Cabral un passaggio in Europa.
16 gennaio 1501 - Giunse notizia che lo Zamorin di Calicut aveva radunato e inviato una flotta di circa 80 barche contro i portoghesi a Kochi. Nonostante l'offerta di assistenza militare del Trimumpara Raja, Cabral decise di levare precipitosamente l'ancora e di fuggire piuttosto che rischiare uno scontro. L'armata di Cabral lasciò il fattore Gonçalo Gil Barbosa e sei assistenti a Kochi. Nella loro frettolosa partenza, i portoghesi inavvertitamente portarono con sé due ufficiali della raja (Idikkela Menon e Parangoda Mennon), già ostaggi a bordo delle navi.
Dirigendosi a nord, l'armata di Cabral fece un ampio giro per evitare Calicut e fece una rapida visita a Cannanore. Cabral fu accolto calorosamente dal Kolathiri Raja di Cannanore che, desideroso di un'alleanza portoghese, si offrì di vendere le spezie portoghesi a credito. Cabral accettò il carico ma lo pagò comunque, apprezzando il gesto anche se trattavasi di solo zenzero di bassa qualità.
Con le sue navi ora piene di spezie, Cabral decise di non visitare Quilon, come aveva promesso in precedenza, ma di tornare a casa in Portogallo.

## Le disavventure di Diogo Dias

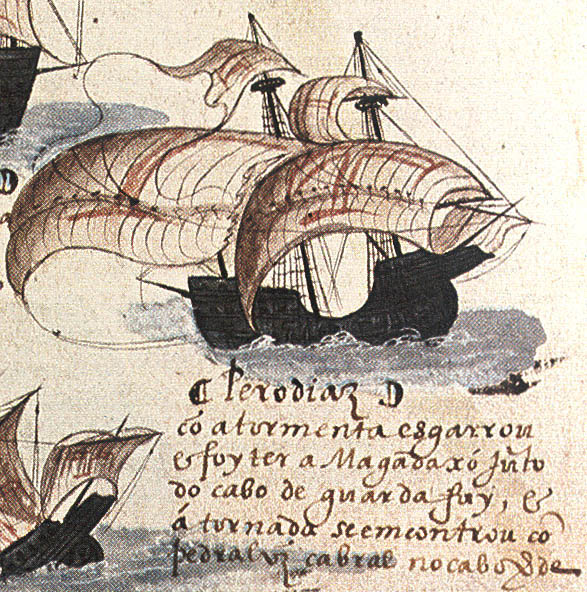
La nave di Diogo Dias - particolare dell'ill. in Memória das Armadas

Mentre Cabral si trovava in India, Diogo Dias, capitano della settima nave scomparsa dell'Armada, stava vivendo le sue avventure.
Poco dopo essere stato separato dalla flotta principale al Capo nel giugno 1500, Dias s'era spinto troppo a est nell'Oceano Indiano e aveva avvistato la costa occidentale dell'isola del Madagascar. Sebbene l'isola non fosse sconosciuta (il suo nome arabo, "isola della Luna", era già stato riportato da Pero de Covilha), Dias fu il primo capitano portoghese ad averla avvistata ed è spesso accreditato d'averla battezzata l'isola di São Lourenço, per il ritrovamento il giorno di San Lorenzo (10 agosto 1500). Tuttavia, un vero e proprio sbarco in Madagascar non sarebbe stato intrapreso fino al 1506 e sarebbe stato ampiamente esplorato solo nel 1508.
Probabilmente pensando di trovarsi su un'isola del Sudafrica, Dias cercò di trovare la costa africana navigando direttamente a nord dal Madagascar, sperando di riconnettersi con l'armata di Cabral lì, o di raggiungere Sofala, sua destinazione ufficiale. Ma aveva puntato troppo a est e in effetti si trovava in mare aperto. Dias avvistò la costa africana solo intorno a Mogadiscio (Magadoxo) e a quel punto Cabral aveva già attraversato l'Oceano Indiano. Il cambiamento dei venti monsonici impedì a Dias di intraprendere la propria traversata, così si spinse lungo la costa, passando inaspettatamente Capo Guardafui nel Golfo di Aden, acque precedentemente inesplorate dalle navi portoghesi. Dias trascorse i mesi successivi nella zona. Affrontò venti contrari, tempeste, attacchi di pirati arabi ed infine s'incagliò sulla costa eritrea, incapace di trovare cibo e acqua.
Tra la fine del 1500 e l'inizio del 1501, Dias riuscì a procurarsi rifornimenti, riparare la nave e prendere un vento favorevole per portarlo fuori dal Golfo. Con i sei membri dell'equipaggio rimastigli, Dias tornò in Portogallo, sperando d'incontrare Cabral durante il viaggio di ritorno.

## Il viaggio di ritorno
Fine gennaio 1501 - Cabral prese a bordo un ambasciatore di Cannanore e iniziò la sua traversata oceanica verso l'Africa orientale. Lungo la strada, catturò una nave gujarati con un magnifico carico ma risparmiò l'equipaggio perché non arabo.
Febbraio - l'Armada arrivò a Malindi ove il viceammiraglio Sancho de Tovar incagliò la sua nave carica di spezie (El Rei): un danno irreparabile. Equipaggio e carico furono riassegnati, poi la nave incendiata per recuperarne le ferramenta. Cabral autorizzò il re di Malindi a recuperare i cannoni dal relitto e tenerli per sé.
Primavera - con la flotta ridotta a sole cinque navi, Cabral raggiunse Mozambico. Poiché non c'erano notizie da Diogo Dias, l'ammiraglio decise di assumersi la responsabilità della missione di Sofala. Ordinò che la nave privata Anunciada di Nuno Leitão da Cunha, la più veloce della flotta, fosse posta sotto il comando del veterano Nicolau Coelho e la inviò in Portogallo a portar notizie. Tovar prese il comando della caravella São Pedro, precedentemente comandata da Pêro de Ataíde, con l'intento di cercare Sofala e da lì tornare a casa da solo. Ataíde fu trasferito al comando della vecchia nau di Coelho.
Nel frattempo, Cabral sbarcò il degredado António Fernandes sulla costa africana, con lettere di istruzione per Diogo Dias e le eventuali spedizioni portoghesi di passaggio, informandoli della drammatica svolta degli eventi in India e avvertendoli di evitare Calicut. Non è chiaro esattamente dove Cabral abbia lasciato Fernandes o dove gli sia stato ordinato di andare. Secondo Ataíde, a Fernandes fu ordinato di andare a Mombasa, il che era strano, poiché Mombasa era in quel momento in rapporti ostili con i portoghesi; altri suggeriscono che avrebbe dovuto andare a Kilwa che è dove alla fine lo trovò la Terza Armata di João da Nova. Altri hanno ipotizzato che Fernandes sia stato lasciato a Kilwa già all'andata e che le lettere di Cabral gli siano state spedite da un messaggero del Mozambico al ritorno. È anche possibile che Fernandes fosse stato incaricato di dirigersi verso Sofala via terra, incontrandovi la nave di Tovar per poi procedere all'esplorazione dell'entroterra per individuare Monomatapa, anche se questo non spiega perché Cabral gli avesse dato le lettere. Infine, alcuni ritengono che a questo punto si stia parlando di un altro degredado, João Machado, lasciato a Malindi all'andata, prelevato al ritorno e rispedito indietro con le lettere.
Sistemate le cose, Cabral prese le restanti tre navi - la sua nave ammiraglia, la grande nau di Simão de Miranda e la nave di Coelho (ora sotto Pêro de Ataíde) - e salpò dal Mozambico.
Ataíde si separò dagli altri due nel Canale del Mozambico subito dopo la partenza. Puntò su São Brás, sperando di trovarvi Cabral ad aspettarlo ma Cabral e Miranda avevano deciso di proseguire insieme verso Lisbona senza di lui, così Ataíde tornò a casa da solo, lasciando una lettera in uno stivale da un abbeveratoio locale che raccontava la spedizione. La nota di Ataide sarebbe stata trovata nello stesso anno dall'Armada di Nova.
Nel frattempo, Sancho de Tovar, a bordo della São Pedro, individuò finalmente Sofala. Rimase nella sua nave, esplorando la città da lì, prima di salpare per tornare a casa da solo.

### Conferenza a Bezeguiche
2 giugno 1501 - in seguito alla scoperta del Brasile l'anno precedente, Manuele I del Portogallo riunì una piccola spedizione esplorativa di tre caravelle sotto un anonimo capitano portoghese per esplorare e mappare la costa del Brasile. A bordo della nave c'era il cosmografo fiorentino Amerigo Vespucci. L'identità esatta del capitano è incerta. Alcuni ipotizzano che fosse il comandante della nave di rifornimento che aveva consegnato la notizia un anno prima (o Lemos o Gonçalves); altri ipotizzano che il comandante sia andato come passeggero e che la spedizione stessa fosse comandata da Gonçalo Coelho. Partita da Lisbona nel maggio 1501, la spedizione fece una sosta per abbeverarsi all'inizio di giugno a Bezeguiche, poiché la baia di Dakar, vicino all'attuale Senegal, era nota ai marinai portoghesi dell'epoca. Lì, si imbatterono in Diogo Dias che raccontò al capitano portoghese e a Vespucci le sue disavventure. Appena due giorni dopo, la nave principale della flotta indiana di ritorno, l'Anunciada di Coelho, arrivò a Bezeguiche, punto d'incontro prestabilito della II Armata, trovandovi sia Dias sia la spedizione cartografica brasiliana.
Per le due settimane successive, i capitani e gli equipaggi delle diverse navi si sono scambiati i racconti dei loro viaggi e delle loro avventure. Da allora è stato ipotizzato che fu durante questo periodo che Amerigo Vespucci elaborò la sua ipotesi del "Nuovo Mondo". Dopotutto, Vespucci conosceva bene le Americhe, avendo partecipato alla spedizione di Ojeda del 1499 sulle coste del Sud America e si dice che abbia avuto intense discussioni a Bezeguiche con Gaspar da Gama, senza dubbio la persona più familiare con le Indie Orientali. Confrontando le note, Vespucci probabilmente si rese conto che era semplicemente impossibile far quadrare ciò che sapeva delle Americhe con ciò che gli uomini della Seconda Armata sapevano dell'Asia. Mentre era ancora a Bezeguiche, Vespucci scrisse una lettera a Lorenzo di Pierfrancesco de' Medici, raccontando il suo incontro che rimandò con alcuni passeggeri fiorentini sull'Anunciada. Fu il preludio d'una lettera ancora più famosa di Vespucci a Lorenzo nel 1503, poco dopo il suo ritorno, in cui afferma che il Brasile era in realtà un continente e che le terre scoperte a ovest non facevano sicuramente parte dell'Asia ma erano un continente completamente diverso, un "Mondo Nuovo".
Metà giugno - Lemos e Vespucci lasciarono Bezeguiche per il Brasile. Poco dopo, Cabral e Miranda raggiungono Bezeguiche dove trovano ad attenderli Dias e Coelho. Cabral inviò la rapida Anunciada (Coelho) a Lisbona per annunciare il loro ritorno, mentre il resto si riposava e aspettava a Bezeguiche le restanti due navi. La nave di Pêro de Ataíde, proveniente da sola da Mossel Bay, e la São Pedro di Tovar, di ritorno da Sofala, arrivarono a Bezeguiche alla fine di giugno.
23 giugno 1501 - Coelho, già tedoforo del rientro di Gama diversi anni prima, arriva a Lisbona e si ancora a Belém. I mercanti del consorzio guidato Marchionni, proprietario della nave, sono estasiati. Lettere con i risultati della spedizione sono immediatamente inviate in tutta Europa.
La III Armata di Nova è però già partita per l'India da due mesi e Nova raccoglierà informazioni su Cabral lungo la strada nella "scarpa di Ataíde" a Mossel Bay e dalle lettere di Cabral in possesso di António Fernandes a Kilwa.
21 luglio 1501 - Cabral e Miranda arrivano a Lisbona. Le altre tre navi arrivano pochi giorni dopo: Tovar e Ataíde il 25 luglio e Dias, con la sua caravella vuota, il 27 luglio.

## Conseguenze

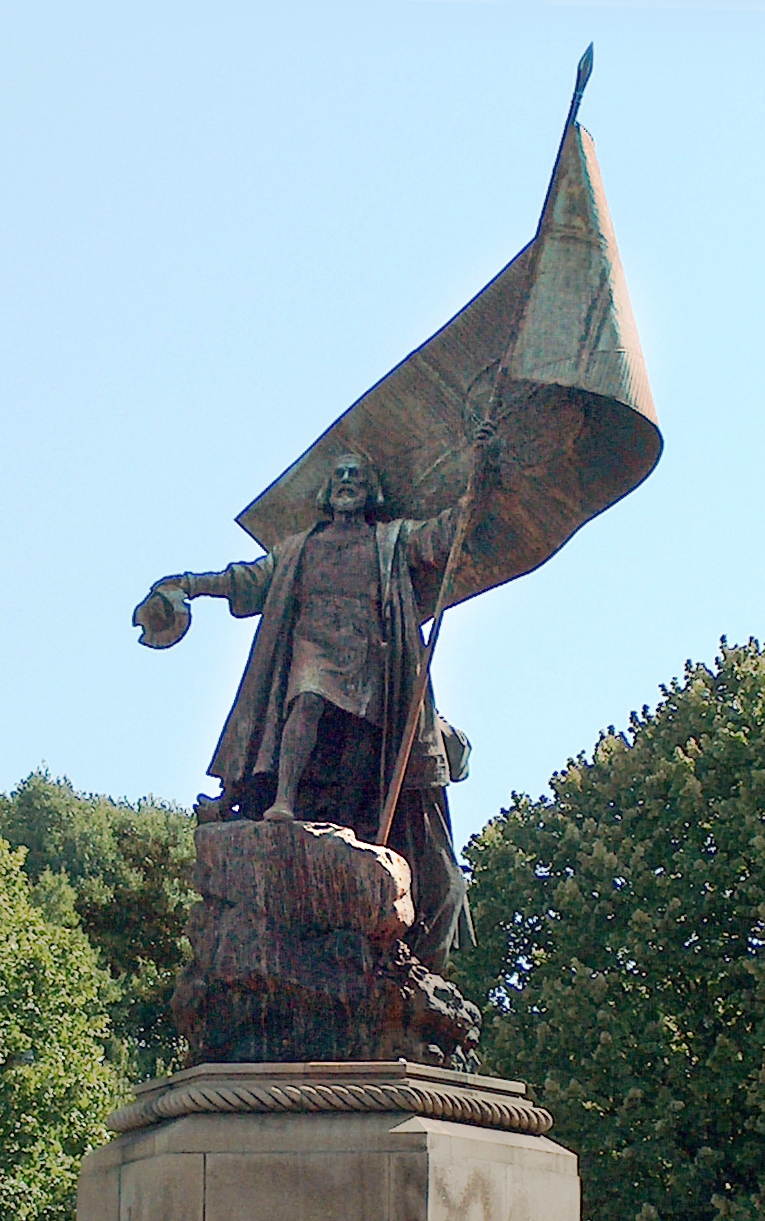
Monumento a Pedro Álvares Cabral a Lisbona (copia di un monumento brasiliano di Rodolfo Bernardelli)

Apparentemente, la spedizione di Cabral fu un fallimento: l'Armada aveva subito pesanti perdite di navi e umani. Delle tredici navi inviate: cinque tornarono con un carico (quattro della Corona e una privata), tre tornarono senza carico (Gaspar de Lemos, Luís Pires e Diogo Dias) e cinque andarono perdute. Durante il viaggio perirono anche gli equipaggi e i capitani delle quattro navi perdute al Capo, tra cui il famoso navigatore Bartolomeo Diaz. Una cinquantina di portoghesi, tra cui il fattore Aires Correia, erano periti nel massacro di Calicut.
Cabral fallì inoltre in molti degli incarichi assegnatigli dalla Corona:
- non riuscì a stabilire un trattato con lo Zamorin di Calicut ed anzi ne fece un nemico del Portogallo;
- non riuscì a stabilire una feitoria a Calicut ed anzi ne fece massacrare il personale;
- non riuscì a riunire la "Chiesa indù" con la Cristianità ed anzi i frati sopravvissuti della spedizione riferirono che gli indù erano "idolatri";
- non riuscì a stipulare un trattato con Kilwa;
- non riuscì a stabilire una feitoria a Sofala.

Tuttavia, Cabral ottenne altri importanti risultati:
- avviò relazioni amichevoli con Kochi, Canannore e Quilon;
- riuscì a stabilire una feitoria a Kochi che sarebbe divenuto il principale e fondamentale alleato del Portogallo nel Malabar;
- scoprì delle vere comunità cristiane a Cranganore;
- scoprì e perlustrò Sofala;
- scoprì il Brasile che avrebbe funto da utile tappa per le future corse per l'India;
- scoprì il Madagascar ed esplorò la costa africana fino a Capo Guardafui e il Golfo di Aden;
- riportò a Lisbona molte spezie che fruttarono non poco profitto per la Corona.

Tuttavia, le perdite influirono molto sul fatto che Cabral venisse onorato o ricompensato. Accuse d'incompetenza volavano nei circoli che contavano. Sebbene a Cabral sia stato inizialmente offerto il comando della IV Armada, pianificata per il 1502, sembrò più un pro forma che un'offerta sincera. La Corona chiarì che il comando di Cabral sarebbe stato limitato e supervisionato, condizioni abbastanza umilianti da costringere Cabral a ritirare il suo nome. La Quarta Armata sarebbe stata infine posta sotto il comando di Vasco da Gama.
Sebbene la reazione della Corte all'operato di Cabral sia stata tiepida 1501, crebbe posteriormente. La scoperta del Brasile, accolta come una scoperta minore e di scarso interesse, si rivelò molto importante. Le successive spedizioni di mappatura brasiliana del 1501-02 e 1503-04, sotto il capitano Gonçalo Coelho con Amerigo Vespucci, rivelarono un enorme continente che Vespucci etichettò come "Nuovo Mondo". L'abbondanza di legno brasiliano (pau-brasil) scoperta dalle spedizioni di mappatura sulle sue coste attirò l'interesse dell'industria tessile europea e portò al contratto del 1505 concesso a Fernão de Loronha per lo sfruttamento commerciale del Brasile. Il lucroso commercio del legno brasiliano alla fine attirò la concorrenza di francesi e spagnoli, costringendo il Portogallo a interessarsi più attivamente alla "Terra di Vera Cruz" di Cabral. Ciò portò infine alla creazione delle prime colonie portoghesi nel Brasile coloniale nel 1532.

### Esplicative
1. ↑  Barros e Góis citano erroneamente Diogo Dias, fratello di Bartolomeo, come "Pêro Dias". L'errore è ripreso nella glossa marginale del Relaçao das Naos (Maldonado 1985, p. 10) e da Couto e Faria e Sousa. Couto inserisce Duarte Pacheco Pereira al posto di Simão de Pina salvo correggersi successivamente. Tutti i cronisti indicano Gaspar de Lemos invece di André Gonçalves. Osorio non elenca i nomi dei capitani.
2. ↑  Questo elenco si conforma molto strettamente con l'originale in Relaçao das Naos ma non con la sua glossa marginale corretta (Maldonado 1985, p. 10). L'altro grande differenza è nel Livro de Lisuarte d'Abreu (1563) che introduce quattro nuovi nomi: Diogo de Figueiró, João Fernandes, Ruy de Miranda e André Gonçalves che sostituiscono P. d'Ataide, A. Gomes da Silva, S. da Pina e G. de Lemos.
3. ↑  Questo secondo Castanheda e Góis, mentre Correia identifica Simão de Miranda come il successore predesignato.
4. ↑  Castanheda parla di dieci nau e tre caravelle. L'Anonimo pilota portoghese si limita a parlare di 12 navi più una per i rifornimenti.
5. ↑  Góis è l'unico cronista a riportare il fatto che ha finito per essere messo in discussione da Greenlee 1938, p. li e Diffie-Winius 1977, p. 188fn.
6. ↑  Anche se la persona da cui la corona spagnola stava cercando di rivendicare la terra non era il re del Portogallo, poiché era già stato mediato da Tordesillas, ma Cristoforo Colombo, il loro viceré delle Indie. Ojeda, Pinzón e Lepe furono tutti spediti su capitolazioni reali separate dal Vescovo Fonseca, un nemico di Colombo, con l'intento deliberato di trovare e rivendicare terre "fuori" (cioè, al sud) delle isole delle Indie Occidentali di proprietà di Colombo, circoscrivendo così il vicereame di Colombo e limitandolo alle isole che già possedeva. Questo sarebbe apparso in successive cause legali della famiglia Colombo.
7. ↑  Il resoconto del testimone oculare di Caminha non ha fatto menzione di Pires e ha invece riferito che era la nave della corona di Vasco de Ataide che è stata persa intorno a Capo Verde.
8. ↑  La maggior parte degli storici assume oggi che la rotta di Cabral e l'esecuzione della Volta do mar siano già state seguite da Gama nel 1497. Come facesse Gama a conoscere questa rotta resta ignoto. Alcuni ipotizzano che la Corona portoghese abbia inviato spedizioni esplorative segrete in quelle acque. L'ipotesi più diffusa, avanzata dall'ammiraglio Gago Coutinho, è che avendo la spedizione di Bartolomeo Diaz del 1488 scoperto i venti occidentali, l'arco del Sud Atlantico divenne "ovvio dal punto di vista della navigazione" per qualsiasi pilota ragionevole, in particolare per i piloti esperti come Alenquer ed Escobar - (PT) Coutinho G, A Nautica dos Descobrimentos: os descobrimentos maritimos visitos por um navegador, Lisbona, Agencia Geral do Ultramar, 1951–52.
9. ↑  Dopo Capo Verde, dove il vento è debole (vento escasso), le navi dovrebbero colpire nell'arco di mare aperto (ir na volta do mar), fino al Capo di Buona Speranza, essendo questa la rotta più breve (a navegação será mais breve) - cit. in Fonseca 1908, pp. 211 e 224 (copia della lettera) e Greenlee 1938, p. 167.
10. ↑  Correia, p. 152 e Barros, p. 391 riportano il nome "Santa Cruz" con Correia che specifica trattasi di una scelta fatta perché la partenza fu la Festa della Croce. Comunque le lettere di Caminha e del Maestro João riportano "Vera Cruz".
11. ↑  La Relaçao das Naos sostituisce erroneamente Simão de Miranda con Simão da Pina nelle sconfitte, anche se questo viene corretto nella glossa marginale. Correia è quasi d'accordo, ma poiché non ha Aires Gomes da Silva nella sua lista di capitani originali, identifica la quarta nave persa come Gaspar de Lemos. Allo stesso modo, il Livro de Lisuarte d'Abreu che non ha né Pina né Gomes da Silva nella sua lista, dice che furono Diogo de Figueiró e Luis Pires a essere perduti. Couto aggiunge erroneamente Pêro d'Ataide alla lista, portando le perdite a cinque. Alcuni studiosi sostengono anche che Pires sia stato perso a questo punto, e Vasco de Ataíde fosse stato perso in precedenza a Capo Verde.
12. ↑  Gli storici oggi ipotizzano che i portoghesi siano stati inconsapevoli controparti nelle continue liti tra le corporazioni mercantili arabe in competizione a Calicut, fors'anche pedine nelle lotte di potere tra i cortigiani dello Zamorin.
13. ↑  Il porto di Pandarane è oggi scomparso. S'ipotizza possa trattarsi di 'Pantalyini Kollam', un porto annesso alla crescente città di Koyilandy, o del moderno Kappad - v.si Dames 1918, p. 85.
14. ↑  Lo status del Trimumpara Raja è oggi oscuro. Secondo Dames 1918, p. 86 il signore di Kochi era il re di Edapalli, dalla laguna alla terraferma, e che la penisola di Kochi con capitale Perumpadappu era stata ad un certo punto trasformata in appannaggio di un figlio che aveva poi distaccato quale appannaggio per un suo figlio la città di Kochi vera e propria. Questi appannaggi non erano stati donazioni permanenti ma erano intesi come "pratica di governo" per futuri eredi al trono. Ne consegue che il sovrano di Kochi era il secondo erede del trono di Edapalli. Alla morte del re di Edapalli, il primo erede avrebbe lasciato la penisola per sedere sul trono di Edapalli, liberando il trono di Perumpadappu ed assegnando quello di Kochi per il suo secondo erede. All'arrivo dei portoghesi, questo sistema era entrato in crisi perché la crescente prosperità di Kochi aveva fomentato sogni d'emancipazione nel principe regnante. Fu però solo grazie alla protezione del Portogallo che il signore di Kochi divenne un re vero e proprio e che il "trono" della laguna, sia fisicamente sia concettualmente, si spostò da Edapalli a Kochi.
15. ↑  Kochi era originariamente solo un villaggio su di un terrapieno. Violenti straripamenti del Fiume Periyar nel 1341 forzarono l'apertura dello sbocco tra la laguna di Vembanad e il Mar Arabico nel punto in cui ora si trova Kochi, separando la lunga penisola da quella che oggi è l'isola Vypin - v.si (EN) Hunter WW (a cura di), Imperial Gazetteer of India, Provincial Series, vol. 18, Calcutta, Superindentent of Government Printing, 1908,  p. 360..
16. ↑  Uno di questi sacerdoti, noto come José de Cranganore o Giuseppe l'indiano (Josephus Indus), avrebbe fornito ai portoghesi informazioni fondamentali sull'India. All'arrivo a Lisbona, Giuseppe trascorse un paio d'anni intensamente intervistato dalla Corte e dalla Casa da Índia, raccontando loro la sua conoscenza dettagliata della storia e della geografia dell'India e dell'Oriente, ampliando notevolmente le conoscenze lusitane. È probabile che la rappresentazione dettagliata della costa orientale dell'India e del Golfo del Bengala nel planisfero di Cantino del 1502 sia dovuta in gran parte a queste informazioni. Intorno al 1503, Giuseppe si recò a Roma per incontrare papa Alessandro VI e riferire sulle condizioni della chiesa siro-malabarese. Fu durante questo viaggio che Giuseppe dettò il suo famoso racconto sull'India a uno scriba italiano, che fu infine pubblicato nel 1507 (in italiano) come parte di una raccolta, Paesi Novamente Retrovati, a cura di Fracanzio da Montalboddo. La narrazione include il racconto di Joseph della spedizione di Cabral - v.si Vallavanthara 2001.
17. ↑  Amerigo Vespucci scrisse due resoconti dettagliati di questa spedizione, in Mundus Novus (pub. 1502/03) e come "terzo viaggio" in Lettera a Soderini (pub.1504/05) - ma non identificare il capitano portoghese per nome in entrambi. Il cronista Gaspar Correia, scrivendo mezzo secolo dopo, identifica il capitano della mappatura come lo stesso capitano che guidava la nave di rifornimento di ritorno. Greenlee (1945) suggerisce che il capitano fosse Fernão de Loronha, sebbene questo sia stato respinto da altri (ad esempio Roukema, 1963). Più di recente, gli storici hanno richiamato l'attenzione su una carta nautica di Vesconte de Maggiolo, che identifica la massa continentale brasiliana con l'etichetta Tera de Gonsalvo Coigo Vocatur Santa Cruz (tradotto come "Terra di Gonçalo Coelho chiamato Santa Cruz "). È noto che Gonçalo Coelho guidò una successiva spedizione in Brasile, partita nel 1503, ma si stima comunemente che Coelho fosse ancora in mare quando Maggiolo compose la sua carta (c. 1504-05), suggerendo così che Coelho potrebbe aver anche capitanato la precedente spedizione di mappatura del 1501. (Morison, 1974, vol. 2, p.281)
18. ↑  Dopo aver lasciato Bezeguiche, la spedizione di mappatura sarebbe approdata a Cape São Roque nell'agosto 1501, e avrebbe continuato a navigare verso sud lungo la costa brasiliana, possibilmente fino alla costa di San Paolo. Tornarono a Lisbona prima del settembre 1502, forse già nel giugno. Una seconda spedizione di mappatura, questa volta più certamente sotto Gonçalo Coelho, accompagnata anche da Vespucci (il suo "quarto viaggio"), partì per il Brasile nell'aprile 1503.

### Bibliografiche
1. 1 2 3  Anonimo pilota portoghese.
2. 1 2  Caminha.
3. ↑  Castanheda, p. 96.
4. ↑  Barros, l. V p. 384.
5. ↑  Góis, p. 67.
6. ↑  Couto, p. 117.
7. ↑  Faria e Sousa, p. 44.
8. ↑  Correia, p. 148.
9. ↑  (EN) Order of the Knights of Christ, in Catholic Encyclopedia, New York, Encyclopedia Press, 1913.
10. 1 2 3  Castanheda.
11. ↑  Anonimo pilota portoghese, p. 107.
12. ↑  (PT) Peres D, O descobrimento do Brasil por Pedro Álvares Cabral: antecedentes e intencionalidade, 1949.
13. ↑  (PT) Duarte Pacheco Pereira, Cap 2: Da cantidade & grandeza da terra, & daugua qual destas he a mayor parte, in Esmeraldo de Situ Orbis, c. 1505.
14. ↑  Greenlee 1938, pp. l–lv.
15. ↑  Barros, p. 386.
16. 1 2  Góis.
17. ↑  Fonseca 1908, p. 225.
18. ↑  Fonseca 1908, pp. 241-242.
19. 1 2  Anonimo pilota portoghese, p. 110.
20. ↑  Secondo alcune fonti, la Croce del Sud (Cruzeiro) sarebbe stata scoperta da Alvise Cadamosto negli anni 1450.
21. ↑  Barros.
22. ↑  Varnhagen 1865, trad. in inglese in Greenlee 1938, p. 152ff.
23. ↑  Vespucci.
24. ↑  Subrahmanyam 1997, p. 191.

### Fonti primarie
- (EN) Albuquerque A de, Commentarios Dafonso Dalboquerque, capitam geral & gouernador da India, traduzione di Gray Birch W de, Londra, Hakluyt Society, 1875-84  [1557].
- (PT) Albuquerque L de (a cura di), Memória das Armadas que de Portugal passaram à Índia [...], facsimile celebrativo, Lisbona, Academia das Ciências, 1979  [1568].
- Anonimo pilota portoghese, Navigationi del Capitano Pedro Alvares Cabral Scrita per un Piloto Portoghese et Tradotta di Lingua Portoghese in Italiana, in Francanzano Montalbado (a cura di), Paesi novamente retrovati et Novo Mondo da Alberico Vesputio Florentino intitulato : Primo volume delle navigationi et viaggi nel qua si contine la descrittione dell'Africa, et del paese del Prete Ianni, on varii viaggi, dal mar Rosso a Calicut,& infin all'isole Molucche, dove nascono le Spetierie et la navigatione attorno il mondo, Giovanni Battista Ramusio, 1550  [1507]. trad. in (PT) Navegação do Capitão Pedro Álvares Cabral, escrita por hum Piloto Portuguez,  traduzida da Lingoa Portugueza para a Italiana, e novamente do Italiano para o Portuguez, traduzione di Aragão Morato T : de, vol. 2, Academia Real das Sciencias, 1812.
- (PT) Pêro Vaz de Caminha, Lettera sulla scoperta del Brasile.
- (EN) Anonimo marinaio fiammingo, Calcoen, a Dutch narrative of the second voyage of Vasco da Gama to Calicut, printed at Antwerp circa 1504, traduzione di Berjeau JP, Londra, 1874  [1504].
- (PT) Anonimo marinaio portoghese, Neue Quellen zur zweiten Indienfahrt Vasco da Gamas, in Rohr C von (a cura di), Leipzig, Koehler, 1939. ed. in (PT) Freire Costa L (a cura di), Relação anónima da segunda viagem de Vasco da Gama à índia, in Cidadania e História. Em homenagem a Jaime Cortesão, Lisbona, Sá da Costa, 1985.
- (EN) Anonimo marinaio tedesco, European Expansion 1494–1519: the voyages of discovery in the Bratislava manuscript Lyc. 515/8, a cura di Krasa M, Polisensky J e Ratkos P, Praga, Charles University, 1986.
- (PT) Bulhão Pato RA (a cura di), Cartas de Affonso de Albuquerque, seguidas de documentos que as elucidam, Lisbona, Academia Real de Sciencias, 1898.
- (PT) Duarte Barbosa, O Livro de Duarte Barbosa, traduzione di Dames ML, rist., Nuova Delhi, Asian Education Services, 2005  [1518].
- (PT) João de Barros, Décadas da Ásia: Dos feitos, que os Portuguezes fizeram no descubrimento, e conquista, dos mares, e terras do Oriente, 1552-1559.
- (PT) Diogo do Couto, Décadas da Ásia: Dos feitos, que os Portuguezes fizeram no descubrimento, e conquista, dos mares, e terras do Oriente, 1602-1645.
- (PT) Manuel de Faria e Sousa, Ásia portuguesa, 1. História da Índia, desde o seu descobrimento até o ano de 1538, Lisbona, Henrique Valente de Oliveira, 1666.
- (PT) Fernão Lopes de Castanheda, História do descobrimento e conquista da Índia pelos portugueses, 1833  [1551-1560].
- (PT) Gaspar Correia, Lendas da Índia, Lisbona, Academia Real das Sciencias, 1858-64  [1550].
- Giovanni da Empoli, Viaggio fatto nell'India per Gioanni Da Empoli fattore su la nave del Serenissimo Re di Portogallo per conto de Marchionni di Lisbona, Treviso, Giovanni Battista Ramusio, 1550.
- (PT) Damião de Góis, Crónica do Felicissimo Rei D. Manuel, 1566–67.
- (LA) Girolamo Osorio, De rebus Emmanuelis, traduzione di Gibbs J, Londra, Millar, 1752  [1586].
- (PT) António de Ataíde, Codex Add. 20902, in Relação das Náos e Armadas da India com os Sucessos dellas que se puderam Saber, para Noticia e Instrucção dos Curiozos, e Amantes da Historia da India. ed. (PT) Maldonado MH (a cura di), Relação das Náos e Armadas da India com os Sucessos dellas que se puderam Saber, para Noticia e Instrucção dos Curiozos, e Amantes da Historia da India, Biblioteca Geral da Universidade de Coimbra, 1985.
- Ludovico de Varthema, Itinerario de Ludouico de Varthema Bolognese, traduzione di Jones JW, Londra, Halykut Society, 1863  [1510].
- Amerigo Vespucci, Le Lettere di Amerigo Vespucci, a cura di Bonari B, Livorno, C.T.L., 2015.

### Fonti secondarie
- (PT) Campos JM, D. Francisco de Almeida, 1° vice-rei da Índia, Lisbona, Editorial da Marinha, 1947.
- (PT) Castello-Branco TMS de, Na Rota da Pimenta, Lisbona, Presenza, 2006.
- (EN) Cunha JG da, An Historical and Archaeological Sketch of the Island of Angediva, in Journal of the Bombay Branch of the Royal Asiatic Society, vol. 11, 1875,  pp. 288-310.
- (EN) Dames ML, "Introduzione e note", 1918. in Barbosa
- (PT) Danvers FC, The Portuguese in India, being a history of the rise and decline of their eastern empire, Londra, Allen, 1894.
- (EN) Diffie B e Winius GD, Foundations of the Portuguese Empire, 1415–1580, University of Minnesota Press, 1977, ISBN 0-8166-0782-6.
- (PT) Fonseca F : da, A Descoberta to Brasil, Lisbona, Livraria Central de Gomes de Carvalho, 1908,  pp. 241-242.
- (PT) Godinho VM, Os Descobrimentos ea economia mundial, 2.ª ed., Lisbona, Presença Editoriale, 1984  [1963].
- Greenlee WB, The Voyage of Pedro Álvares Cabral to Brazil and India: from contemporary documents and narratives, Nuova Delhi, Asian Education Services, 1995 rist.  [1938].
- (EN) Lach DF, Asia in the Making of Europe: Vol. 1 – the century of discovery, University of Chicago Press, 1994  [1963].
- (EN) Logan W, Malabar Manual, rist., Nuova Delhi, Asian Education Services, 2004  [1887].
- (EN) Mathew KS, Indian Naval Encounters with the Portuguese: Strengths and weaknesses, in Kurup (a cura di), India's Naval Traditions, Nuova Delhi, Northern Book Centre, 1997.
- (EN) Newitt MD, A History of Mozambique, Indiana University Press, 1995.
- (PT) Pedroso SJ, Resumo historico ácerca da antiga India Portugueza, Lisbona, Castro Irmão, 1881.
- (PT) Quintella IdC, Annaes da Marinha Portugueza, vol. 2, Lisbona, Academia Real das Sciencias, 1839–40.
- (EN) Subrahmanyam S, The Career and Legend of Vasco da Gama, Cambridge University Press, 1997.
- (EN) Theal GM, Records of South-eastern Africa collected in various libraries & archive departments in Europe – Volume 2, Londra, Clowes per Gov of Cape Colony, 1898.
- (EN) Theal GM, The Beginning of South African History, Londra, 1902.
- (EN) Theal GM, History and Ethnography of Africa South of the Zambesi – Vol. I, The Portuguese in South Africa from 1505 to 1700, Londra, Sonneschein, 1907.
- (EN) Whiteway RS, The Rise of Portuguese Power in India, 1497-1550, Westminster, Constable, 1899.